# Drame (théâtre)
Pour les articles homonymes, voir Drame.

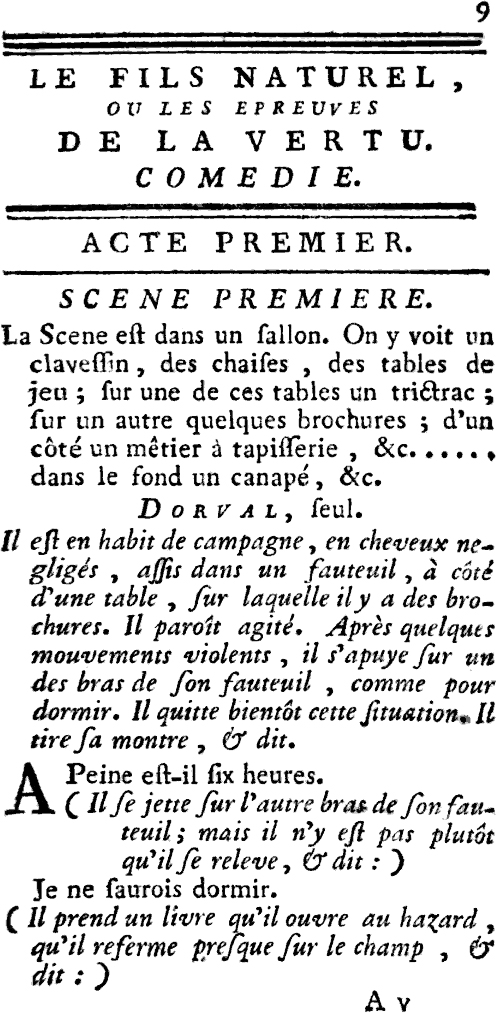
Première page de la première édition de Le Fils Naturel de Denis Diderot.

Le drame (du latin drama, emprunté au grec ancien δρᾶμα / drâma, qui signifie « action (théâtrale), pièce de théâtre ») désigne étymologiquement toute action scénique. Il peut donc désigner, au sens large, toute œuvre dramatique.
Dans un sens plus restreint, il peut désigner un certain nombre de genres de pièces de théâtre, comme le drame liturgique, le drame historique, le drame bourgeois, le drame romantique, le drame symboliste… Le drame se distingue alors des deux grands genres dramatiques traditionnels, la tragédie et la comédie, il est le « point qui sépare la distance du genre comique du genre tragique ».
Précisions : L'adjectif « dramatique », dans le contexte littéraire, concerne l'ensemble des genres théâtraux. Un dramaturge est un auteur dramatique ou un spécialiste du théâtre. La dramaturgie est un ensemble de règles et mécanismes qui s'appliquent à l'écriture dramatique.

## Historique
Le drame a été théorisé par Diderot, en 1757, mais des drames bourgeois avaient été écrits bien avant, le premier est peut-être La Fausse Antipathie de Nivelle de la Chaussée, créée le 12 septembre 1733. Diderot définit le drame comme « un genre moyen » entre la comédie et la tragédie, il a ainsi écrit la pièce Le Fils Naturel pour mettre en pratique ses théories. Ensuite, au fil des époques, le drame a connu plusieurs mouvements littéraires, mais la base du genre reste la même : un mélange entre le comique et le tragique, une pièce qui ne soit ni entièrement comique, ni entièrement tragique.

## Typologie

### Drame satyrique
Le drame satyrique (grec ancien τὸ σατυρικόν δρᾶμα / tò saturikón drâma) est un genre littéraire et théâtral de la Grèce antique, étroitement associé à la tragédie, qui met en scène des satyres.
À l'époque classique, à Athènes, les auteurs doivent présenter au concours trois tragédies et un drame satyrique, les quatre pièces étant jouées par les mêmes acteurs. Selon la tradition, un certain Pratinas de Phlionte (fin du VIe et début du Ve siècle av. J.-C.) est l'inventeur du genre. Il se serait agi de conserver une place, dans le théâtre grec, à Dionysos et aux satyres, évincés dès la période classique de la tragédie, au grand dam de certains amateurs. Plutarque rapporte ainsi : « Quand Phrynichos et Eschyle développèrent la tragédie pour y inclure des intrigues mythologiques et des désastres, la réaction fut : "Quel rapport avec Dionysos ?" » (Propos de table, I, 1, 5).
Le genre reste assez mal connu, car peu d'œuvres ont survécu. Le seul drame complet est Le Cyclope d'Euripide. Nous possédons également d'importants fragments des Tireurs de filet et des Spectateurs à l'Isthme d'Eschyle, et des Limiers de Sophocle. On peut également ranger dans cette catégorie l’Alceste d'Euripide, tragédie à dénoûment heureux, présenté en 438 av. J.-C. en quatrième position, à la place du drame satyrique.
Selon le pseudo-Démétrios de Phalère, le drame satyrique est une « tragédie qui s'amuse » (Du style, 169). Il met en scène un chœur de satyres, nus et ithyphalliques, dirigés par Silène et confrontés à un héros mythologique, selon une structure similaire à celle de la tragédie : prologue, entrée du chœur, épisodes et sortie. La scène se passe dans une nature sauvage. Dans Le Cyclope, les satyres sont esclaves de Polyphème, fils de Poséidon ; Ulysse et les guerriers achéens qui l'accompagnent, devenus prisonniers du cyclope, les aident à s'enfuir avec eux. Dans Les Limiers, les satyres, esclaves d'on ne sait qui, proposent leur aide à Apollon, à qui le nouveau-né Hermès vient de dérober ses troupeaux.

### Drame héroïque
Le drame héroïque (Heroic drama en anglais) est un genre théâtral qui fut très à la mode en Angleterre dans les années 1670, et qui se distingue à la fois par la structure de la versification et par les thèmes choisis. Le terme fut inventé par John Dryden pour sa pièce La Conquête de Grenade (1670). Dans la préface à l'édition imprimée de cette pièce, Dryden avance que la tragédie est une variété d'épopée appliquée à la scène, et que de même que l'épopée est une sorte de poésie, le drame héroïque est parallèlement une sorte  de théâtre. Dryden en tira une série de règles spécifiques au genre.
Le drame héroïque se doit notamment d'aborder un sujet relatif aux origines nationales, à des événements mythologiques, ou à tout autre thème empreint de sérieux. Le héros, par ailleurs, doit être puissant, déterminé et, tout comme Achille, parvenir à ses fins même quand il a tort. La Conquête de Grenade suivait toutes ces règles : l'histoire relate en effet la fondation de la nation espagnole (Charles II d'Angleterre étant connu pour son hispanophilie, le choix de ce sujet est très opportun), et le héros, Almanzor, fait preuve d'un tempérament martial et héroïque.

### Drame lyrique
Drame lyrique est une terminologie utilisée pour qualifier une œuvre pouvant appartenir à différents genres d'opéra ou parfois simplement musicaux.
Selon les auteurs l'expression est employée pour désigner : 
- de manière impropre, des œuvres du « théâtre musical » dans lesquelles le chant n'est pas l'élément principal et dont les intermèdes musicaux et parfois l'œuvre elle-même sont plus exactement dénommés mélodrame ;

- à juste titre, des « pièces de théâtre chantées » qualifiées en italien de dramma lirico ou de melodramma ;

Richard Wagner a souligné dans Oper und Drama le caractère antinomique de ces deux concepts.
- sans véritable justification, des « tragédies en musique », appellation française plus généralement usitée pour traduire l'italien opera seria ou dramma per musica.

### Drame spirituel
Le drame spirituel propose une intrigue centrée sur un dilemme opposant la nature pécheresse et corrompue de l'homme à son aspiration à la pureté. Ses personnages sont en proie au péché et aux tourments avant d'être guidés par le renoncement vers la grâce et le spirituel.

### Drame liturgique
Le drame liturgique apparaît dans les églises vers l'an mille. Ce sont d'abord des interpolations dans la liturgie, faites de courtes questions, en latin, suivies de courtes réponses, également en latin, ou de tropes (antiennes dialoguées) introduites dans des messes pour les rendre plus vivantes et plus accessibles aux fidèles. Puis on y intercale de courtes pièces dont les sujets sont empruntés à l'Ancien et au Nouveau Testament ou à la vie des saints. Évoluant peu à peu, le drame liturgique se joue, au milieu du XIIe siècle, sur le parvis de l'église, dans ses propres décors. Les acteurs sont maintenant des laïcs appartenant à des confréries, dont la plus célèbre est la Confrérie de la Passion, et le latin est remplacé par le français. Le drame, né des cérémonies religieuses, devient divertissement.
On trouve en 1514 une forme absolue de drame liturgique à Bolzano avec près d'une centaine d'« acteurs ».
Principaux drames liturgiques :
- Les Vierges folles ;
- Les Prophètes du Christ ;
- Le Jeu d'Adam (fin du XIIe siècle).